# Chavo Guerrero, Jr
Pour les articles homonymes, voir Chavo Guerrero.
Chavo Guerrero, Jr, ou tout simplement Chavo Guerrero, de son vrai nom Salvador Guerrero IV, (né le 20 octobre 1970 à El Paso au Texas), est un catcheur américain d'origine mexicaine, membre de la célèbre famille Guerrero. Il est connu pour son travail à la World Wrestling Entertainment de 2001 à 2011. Il est le neveu d'Eddie Guerrero et de Vickie Guerrero, le petit-fils de Gory Guerrero, le neveu de Hector Guerrero.
Il a aussi remporté 4 fois le WWE Cruiserweight Championship, 2 fois le WWE Tag Team Championship avec Eddie Guerrero et 1 fois le WCW World Tag Team Championship avec Corporal Cajun.

## Carrière

### Débuts (1994-1996)
Guerrero s'entraîne auprès de son père Chavo Guerrero, Sr. et de ses oncles Eddie, Hector et Mando. Il commence sa carrière dans de petites fédérations des États-Unis et au Mexique et fait en 1996 un passage au Japon à la New Japan Pro Wrestling.

### World Championship Wrestling (1996-2001)
Guerrero rejoint la World Championship Wrestling (WCW) à l'été 1996 et perd son premier match télévisé le 22 juillet face à Dean Malenko. Le 15 août au cours de Chash of the Champions XXXIII, Chavo tente d'éviter l'agression de Diamond Dallas Page (DDP) sur son oncle Eddie sans succès. Quatre jours plus tard, Chavo venge son oncle en battant DDP. Ils s'affrontent à nouveau le 15 septembre durant Fall Brawl où DDP sort cette fois ci vainqueur.

### World Wrestling Federation/Entertainment (2001-2011)

#### Los Guerreros (2001-2004)
Après l'acquisition de la World Championship Wrestling par Vince McMahon, Chavo Guerrero fait ses débuts avec la World Wrestling Entertainment le 5 juillet 2001. Il est le nouveau membre de la faction The Alliance. Dans les semaines qui suivent, il fait équipe avec Hugh Morrus. Lors du Survivor Series 2001, Chavo participe à la « Bataille royale d'immunité », qui est remportée par Test. Avec la défaite de The Alliance, Chavo perd son emploi (kayfabe) à la WWE.
Chavo fait son retour avec la compagnie en 2002. Il est dirigé vers WWE SmackDown où il a une rivalité avec Rey Mysterio. Il commence également à faire équipe avec son oncle Eddie Guerrero. Ils remportent les ceintures en équipe lors du Survivor Series 2002 dans un Triple Treat Tag Team match.
Au début de 2003, Los Guerreros commencent une rivalité avec la nouvelle équipe, dirigé par Kurt Angle, composé de Shelton Benjamin et Charlie Haas. Ces derniers remportent les ceintures par équipe au début de la rivalité. Elle continue à Wrestlemania XIX et à Backlash 2003, mais Team Angle sort champion à la fin. Le 15 mai 2003, lors de Smackdown!, Chavo se blesse et est absent pendant 6 mois.
Il revient à la fin de l'année 2003 et refait équipe avec son oncle. Après quelques défaites en équipe contre les Basham Brothers et The World's Greatest Tag Team, l'attitude de Chavo envers Eddie change quelque peu et ils ont plusieurs disputes.

#### Cruiserweight Champion et rivalité avec Rey Mysterio (2004-2008)
Lors du Royal Rumble 2004, Chavo perd contre Eddie malgré les interventions de son père. Après cela, Chavo et son père entament ensuite un feud avec Rey Mysterio : le feud commence dans les vestiaires à Smackdown!, lorsque Eddie était attaqué et Mysterio pensait que c'était Chavo et Chavo Sr. qui avaient attaqué Eddie. Chavo expliquait qu'il détestait Mysterio puisque Mysterio chantait le thème de No Way Out et qu'il était le Cruiserweight Champion de la WWE. Lors du WWE No Way Out, il bat Rey Mysterio grâce à l'intervention de son père qui faisait tomber Mysterio. Lors du Judgement Day 2004, Chavo récupère son titre encore avec l'aide de son père. Chavo revient à Smackdown! et fait une face-turn en attaquant Billy Kidman.
Le 13 novembre 2005, Eddie Guerrero, l'oncle de Chavo décède. Il lui rend hommage, le 15 novembre lors d'un match où il bat JBL. Il soutient ensuite Rey Mysterio dans sa quête du titre de champion du monde puis effectue un heel turn en le trahissant au Great American Bash 2006. Cela donne plusieurs matches dans des PPV comme Summerslam 2006 (victoire de Chavo) et à No Mercy 2006. La feud se termine par une victoire de Chavito dans un I Quit match à Smackdown!. Chavo défie ensuite Chris Benoit pour le WWE United States Championship mais échoue au Survivor Series 2006.

#### ECW (2008-2009)

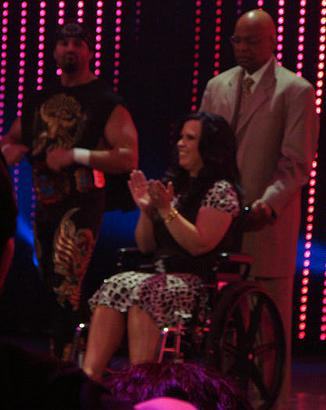
Chavo Guerrero, Jr, Vickie Guerrero et Teddy Long en 2008.

Le 22 janvier 2008, il remporte le titre de Champion ECW en battant CM Punk avec l'aide de Edge dans un match sans disqualification.
Il participe au Royal Rumble 2008 en entrant en 26e position mais se fait sortir en 22e par le vainqueur John Cena.
Le 17 février à No Way Out, il conserve le titre de Champion ECW contre CM Punk.
À WrestleMania XXIV, Chavo Guerrero perd contre Kane en 8 secondes pour le titre de Champion ECW.
À Night of Champions 2008, il affronte Matt Hardy pour le titre de Champion des États-Unis mais perd le match.
À Unforgiven 2008, il affronte Mark Henry, The Miz, Finlay et Matt Hardy pour le ECW Championship remporté par Hardy.

#### Raw, SmackDown, diverses rivalités et départ (2009-2011)
Lors du draft supplémentaire le 15 avril 2009, il part à RAW.
Lors du draft supplémentaire du 27 avril 2010, il est drafté à SmackDown.
Le 30 janvier 2011, il entre en 10e position au Royal Rumble 2011, mais est éliminé en 4e position par Mark Henry.
Lors de la 5e saison de NXT Redemption, il est le pro de Darren Young.
Lors de NXT du 17 mai, il effectue un Heel turn en emprisonnant Hornswoggle puis en l'attaquant. Lors d'Over the Limit (2011), il perd contre Sin Cara.
Le 25 juin 2011, Guerrero démissionne car il trouve que sa carrière a longuement baissé à la WWE.

### World Wrestling Council et Ring Ka King (2011-2012)
Chavo Guerrero apparaît pour la première fois depuis son départ de la WWE à l'événement CME Anniversario les 15 et le 16 juillet 2011. Le 16 juillet, il bat Sensational Carlitos et Orlando Colón et remporte le WWC Caribbean Heavyweight Championship.
En décembre 2011, il catche pour la Ring Ka King (filiale de la TNA en Inde) ; les shows sont diffusés dans le pays à partir du mois de janvier 2012 sur Color Tv. Avec Bulldog Hart (David Hart Smith à la WWE), ils deviennent les premiers Ring Ka King Tag Team Champions en battant Brutus Magnus et Sonjay Dutt. Ils perdent leur titre contre Abyss et Scott Steiner le 22 février 2012.

### Total Nonstop Action Wrestling (2012-2013)

#### TNA World Tag Team Champion et départ de la TNA (2012-2013)
Il fait ses débuts à la TNA le jeudi 26 juillet lors d'Impact Wrestling et se fait provoquer par Kid Kash et Gunner.
Lors de Hardcore justice, Chavo Guerrero et Hernandez battent Kid Kash et Gunner. Guerrero et Hernandez, après avoir été choisis par Hulk Hogan comme les prétendants numéro un, ont combattu en vain Christopher Daniels et Kazarian pour le TNA World Tag Team Championship.
Lors de Bound for Glory, Hernandez et lui battent Christopher Daniels et Kazarian puis Kurt Angle et A.J. Styles pour remporter le TNA Tag Team Championship. Lors de Final Resolution, Hernandez et lui battent Joey Ryan et Matt Morgan par disqualification et conservent leurs titres. Lors de Genesis 2013, Hernandez et lui battent à nouveau Joey Ryan et Matt Morgan et conservent leurs titres.
Ils perdent leur titre le 7 février contre Austin Aries et Bobby Roode. Lors de Lockdown 2013, Hernandez et lui perdent contre Austin Aries et Bobby Roode dans un match qui comprenait également Christopher Daniels et Kazarian et ne remportent donc pas le TNA World Tag Team Championship.
Lors du 457e IMPACT Wrestling, lui et Hernandez battent Austin Aries et Bobby Roode et gagnent le TNA World Tag Team Championship pour la deuxième fois. Lors de Slammiversary XI, ils perdent leur titres contre James Storm & Gunner dans un 4-Way tag teams Elimination Match qui comprenait aussi Bad Influence & Austin Aries & Bobby Roode. lors de l Impact Wrestling du 6 juin il perd contre Hernandez dans un Bound For Glory Series Qualifying Match.
Lors de Impact Wrestling du 12 décembre, dans le Feast Or Fired Match, Gunner a été l'un des quatre participants (ainsi que Gunner, Ethan Carter III et Zema Ion) pour récupérer une mallette pour la mallette 4.
Le 19 décembre, sa mallette étant celle qui contenait Pink Slip, le fait renvoyer de la TNA. Le soir même, le profil de Guerrero a été supprimé de impactwrestling.com.

### Lucha Underground (2014–2019)
Le 18 mai 2016, il bat Aero Star, El Siniestro de la Muerte, Joey Ryan, Sexy Star, Texano et The Mack et remporte le Gift of the Gods Championship. La semaine suivante, il perd le titre contre Cage.

### Asistencia Asesoría y Administración (2016)
Guerrero participe à la Lucha Libre World Cup 2016 en tant que membre de la Team Lucha Underground aux côtés de Johnny Mundo et Brian Cage, en battant la "Team Mexique Leyendas" (Blue Demon Jr., Canek et La Parka) dans les quarts de finale, et la Team Mexique International (Rey Mysterio Jr., Dr. Wagner Jr. and Dragon Azteca Jr.) dans les demi-finales. L'équipe de Guerrero remporte le tournoi en battant la Team AAA (Pentagón Jr., El Texano Jr. et Psycho Clown) en finale.

### All Elite Wrestling (2021-2022)
Le 21 juillet 2021, il fait ses débuts à la All Elite Wrestling en tant que exécutive consultant d'Andrade El Idolo.

## Palmarès

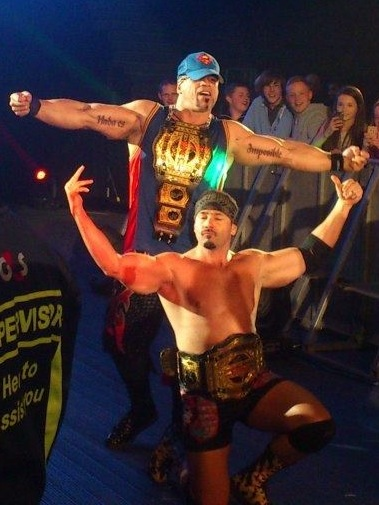
Chavo Guerrero et Hernandez World Tag Team Champions

- Asistencia Asesoría y Administración
  - Lucha Libre World Cup: 2016 Men's division avec Cage et Johnny Mundo[28]
- Lucha Underground
  - 2 fois Gift of the Gods Championship
- Ring Ka King
  - 1 fois Ring Ka King Tag Team Champion avec Bulldog Hart[29]
- Talk N'Shop Talk
  - 1 fois 24/7 Champion[30]
- Total Nonstop Action Wrestling
  - 2 fois TNA World Tag Team Championship avec Hernandez
  - Feast or Fired (2013 - Pink Slip)
- Vendetta Pro Wrestling
  - 1 fois Vendetta Pro Heavyweight Champion
- World Championship Wrestling
  - 2 fois WCW Cruiserweight Championship
  - 1 fois WCW World Tag Team Championship avec Corporal Cajun[31]
- World Wrestling Council
  - 1 fois WWC Caribbean Heavyweight Champion[32]
- World Class Revolution
  - 1 fois WCR Heavyweight Champion
- World Wrestling Entertainment
  - 1 fois ECW Championship[33]
  - 4 fois WWE Cruiserweight Championship[34]
  - 2 fois WWE Tag Team Championship avec Eddie Guerrero

## Récompenses des magazines
- Pro Wrestling Illustrated

| Année | 1997 | 1998 | 1999 | 2000 | 2001 | 2002 | 2003 | 2004 | 2005 | 2006 | 2007 | 2008 | 2009 | 2010 | 2011 | 2012 | 2013 | 2014 | 2015 | 2016 |
| ----- | ---- | ---- | ---- | ---- | ---- | ---- | ---- | ---- | ---- | ---- | ---- | ---- | ---- | ---- | ---- | ---- | ---- | ---- | ---- | ---- |
| Rang  | 139  | 64   | 105  | 98   | 42   | 115  | 33   | 17   | 48   | 187  | 46   | 36   | 116  | 177  | 162  | 178  | 60   | 201  | 318  | 221  |

- Wrestling Observer Newsletter
  - Équipe de l'année 2002 avec Eddie Guerrero (Los Guerreros)[36]
  - Pire rivalité de l'année avec Hornswoggle (2009)